# Killenstein

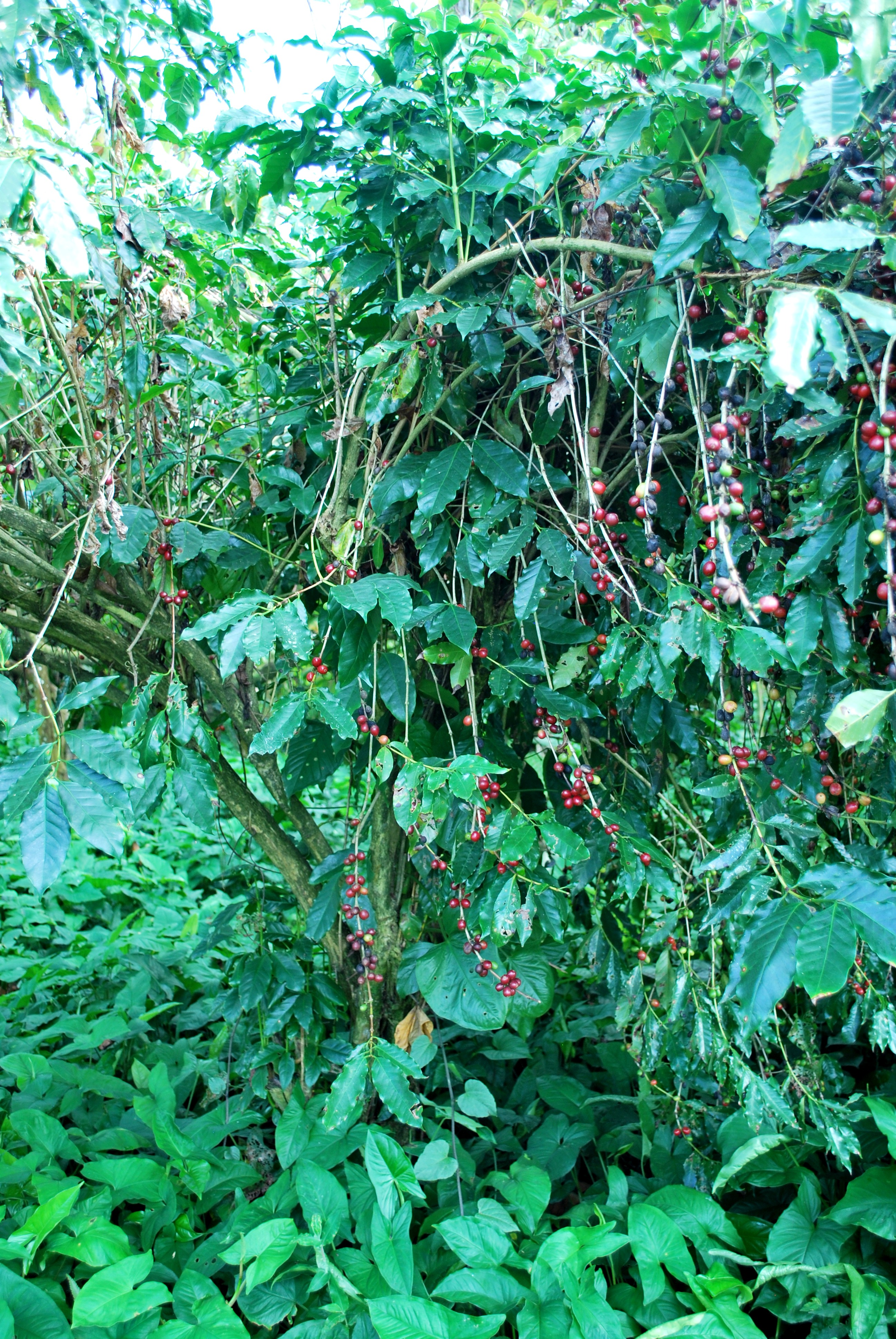
Koffiestruik

Killenstein, ook wel Killensteyn is een voormalige koffieplantage aan de Beneden-Commewijne (rivier) in Suriname, gelegen tussen de plantages Nut en Schadelijk en Mon Souci.
Plantage Killenstein kwam in bedrijf circa 1745 en bleef functioneren in de 19e en de 20e eeuw. Er werden ook andere producten verbouwd dan koffie. 
In 1770 was Killenstein 215 hectare groot (500 'akkers'). In 1819 bedroeg de grootte 311 ha.
In december 1775 werd Killenstein aangevallen door marrons onder leiding van Boni.

## Eigenaren
De achtereenvolgende eigenaren waren:
- 1745: P. van der Werff
- 1793: B van Velsen
- 1819: J.C. Tullen /Tallen (geb. Lankwyn /Cankryn)
- 1826: C. L. Weissenbruch
- 1835: J.H.A. Berthand
- 1843: G.C. Hampe
- 1854: A.H. Bots en A.G. Bots (verbouwen ook katoen)
- 1891: (gebroeders) Green (verbouwen ook cacao, koffie en banaan)
- 1935: West-Indische Cultuurbank (onderdeel van de Nederlandsche Handel-Maatschappij)

## Gebroeders Bots en de Emancipatie
De Helmondse gebroeders Amandus Hubertus Bots (1816-1878) en Arnoldus Gerardus Bots (1826-1882) bezaten in Suriname ook de katoenplantage Esthersrust aan de Warrapakreek. Katoen was een belangrijke grondstof voor de zich ontwikkelende textielindustrie in Nederland. Het beheer van Killenstein en Esthersrust was uitbesteed aan de firma J. Haase & Zn. uit Amsterdam. In 1877 waren de broers zelf (kort) in Suriname. 
Als katholieken hechtten de gebroeders Bots er aan dat de slaven het doopsel ontvingen. Hun plantages werden bezocht door de R.K. priester-missionarissen Schepers, Meurkens, Donders en Swinkels. Op de plantages was een kerkgebouw aanwezig. 
De Noord Brabanter van 24 februari 1859 meldt dat de gebroeders Bots bezwaar maakten tegen het wetsontwerp afschaffing slavernij. Uiteindelijk kregen zij 55.800 gulden uitgekeerd toen hun slaafgemaakten officieel werden 'vrij' verklaard bij de emancipatie in 1863. Op Killenstein zijn toen de volgende achternamen geboekstaafd: Antons, Benter, Cornes, Duit, Eeden (ver), Facet, Gemin, Hoeber, Houwister, Julyson, Klames, Klopstok, Kluit, Krind, Mund, Palman, Pouwes, Roest, Schans, Sister, Stulp, Trop, Ving (van) en Walhout.